# Routes Ex
Pour un article plus général, voir Route européenne.
Routes européennes de type Ex, c'est-à-dire possédant un numéro d'identification à un seul chiffre.

## Routes de classe A
Les routes dites de « classe A » sont les routes « de référence » et les routes « intermédiaires ». Elles sont numérotées avec des nombres à un ou deux chiffres.
| Routes E                                                       | Am.(*) | Trajet                                           | Via                                | Longueur | Itinéraire Google Maps |
| -------------------------------------------------------------- | ------ | ------------------------------------------------ | ---------------------------------- | -------- | ---------------------- |
| E 1                                                            | -      | Larne (Royaume-Uni) - Séville (Espagne)          | Dublin, Lisbonne                   | 2 509 km | E1                     |
| E 3                                                            | -      | Cherbourg (France) - La Rochelle (France)        | Rennes, Nantes                     | 459 km   | E3                     |
| E 4                                                            | (*)    | Helsingborg (Suède) - Tornio-Kemi (Finlande)     | Stockholm                          | 1 688 km | E4                     |
| E 5                                                            | -      | Greenock (Grande-Bretagne) - Algésiras (Espagne) | Paris, Madrid                      | 3 281 km | E5                     |
| E 6                                                            | -      | Trelleborg (Suède) - Kirkenes (Norvège)          | Göteborg, Oslo, Narvik             | 3 050 km | E6                     |
| E 7                                                            | -      | Langon (France) - Saragosse (Espagne)            | Jaca, Huesca, Pau                  | 413 km   | E7                     |
| E 8                                                            | (*)    | Tromsø (Norvège) - Tornio (Finlande)             | Nordkjosbotn, Skibotn, Kilpisjärvi | 619 km   | E8                     |
| E 9                                                            | -      | Orléans (France) - Barcelone (Espagne)           | Limoges, Toulouse                  | 967 km   | E9                     |
| (*) Am. = amendement visant à modifier la numérotation de base |        |                                                  |                                    |          |                        |

## Routes de classe B
Sans objet, car les routes de « classe B », c'est-à-dire les routes secondaires et les liaisons entre les routes principales, sont numérotées avec des nombres à trois chiffres.

## Amendements: extensions ou modifications du réseau
Amendements à l'accord européen sur les grandes routes de trafic international (doc. TRANS/SC.1/2001/3 du 20/07/2001 et TRANS/SC.1/2002/3 du 09/04/2002)
- E 4 : Le tronçon Tornio - Kemi (Finlande) a été retiré et dédicacé à l'extension de la route E8.
- E 8 : Extension Tornio - Kemi - Oulu - Vaasa - Turku (Finlande) ; par ailleurs, la portion Tornio - Kemi a été soustraite de la route E4 au profit de la route E8.